# Suor Omicidi
Suor Omicidi, známý též pod anglický názvem Killer Nun, je italský nunsploitation film z roku 1979.
Režisérem snímku je a spoluaurorem scénáře Giulio Berruti. Druhým autorem filmu je Alberto Tarallo. Jednu z hlavních rolí v tomto snímku ztvárnila švédská herečka Anita Ekberg.